# Ladyva
Ladyva (справжнє ім'я — Ванесса Сабріна Гнегі; (8 грудня 1988 , Іпзах, Берн )) — швейцарська піаністка, співачка і композитор. Віддає перевагу жанрам бугі-вуги, блюзу і джазу.

## Біографія
Ванесса, натхненна музикою великих майстрів бугі-вуги, почала грати на фортепіано у 14 років. Через два роки вона з'явилася на сцені разом зі своїм братом Паскалем Сільвою. Потім були виступи на швейцарському та німецькому телебаченні Heitere Open Air тощо. Досягнула успіху на своїй другій батьківщині — в Домініканській Республіці .
У 2009 році її перший альбом під сценічним ім'ям Ванесса Джі (англ. Vanessa G.). У 2011 році підписала контракт із Universal Music. У 2014 році виступала на кількох фестивалях бугі-вуги у Німеччині .
Восени 2015 року Ladyva брала участь у прощальному турне Великою Британією легендарного Джеррі Лі Льюїса, грала на святкуванні його 80-річчя в лондонському театрі Палладіум, де серед знаменитих гостей були вокаліст гурту Led Zeppelin Роберт Плант і барабанщик Beatles торта . Популярний хіт свого кумира " Great Balls of Fire " Ladyva заспівала на фестивалі International Boogie Nights у Швейцарії .
16 жовтня 2015 року вона з'явилася у прямому ефірі знаменитого "Дуже пізнього шоу" на RTÉ One в Ірландії .
У травні 2016 року разом з іншими відомими піаністами бугі-вуги, такими як Аксель Цвінгенбергер та Невілл Діккі, її запросили виступити на шоу Boogie Woogie & Blues Spectacular, яке вів Джулс Холланд . Пізніше відбулися фестивальні концерти в різних країнах Європи із Сильваном Зингом. Їхній перший спільний диск «Beloved Boogie Woogie», записаний у чотири руки, був представлений на Міжнародному фестивалі бугі-вуги в Лугано 22 квітня 2017 . У листопаді 2017 року на концерті Beatles Symphonic в лондонському Колізеї Ladyva виконала Something у супроводі Лондонського філармонічного оркестру .
Ladyva постійно бере участь у престижних джазових та бугі-вугі фестивалях різних країн: Caval'Air Jazz (Франція); Jazzfestival Tingen, The Hamburg Boogie Woogie Connection & The Boogie Woogie Congress Essen (Німеччина); The International Jazzfestival Bansko (Болгарія); Bluesfestival Basel, JazzAscona & Jazzmeile Kreuzlingen (Швейцарія); Boogie & Blues Reunion Terrasssa (Іспанія), London International Festival of Boogie Woogie (Велика Британія). Її називають королевою бугі-вуги (англ. Boogie Woogie Queen) .
У 2022 році, проїжджаючи через Лондон, вона з готовністю прийняла пропозицію зіграти на громадському фортепіано на вокзалі Сент-Панкрас. Ініціатором імпровізованого концерту для перехожих став Брендан Кавана, який часто виступає на відкритих майданчиках разом з іншими музикантами. .

## Нагороди
- 2017 — Найкраща бугі-вугі-піаністка року. Премія «Boisdale Music Awards»
- 2022 — Срібна кнопка . Премія для авторів YouTube.
- 2022 — Найкраща бугі-вугі-піаністка року. Премія «Boisdale Music Awards»

## Дискографія
- 2009: Vanessa G — The Boogie Woogie Lady
- 2013: Ladyva — 2nd Cut
- 2016: The New Orleans Experience — Jazz Ascona Festival Sampler-CD
- 2016: Ladyva & Silvan Zingg — Beloved Boogie Woogie
- 2017: Ladyva — 8 To The Bar
- 2021: Ladyva — Ladyva's Stomp